# Giovanna di Navarra (viscontessa di Rohan)
Giovanna di Navarra o Giovanna di Évreux (Jeanne in francese, Joana in basco, in galiziano, in catalano e in portoghese, Juana in spagnolo e asturiano, Chuana in aragonese, Joan in inglese e Johanna in tedesco e in fiammingo; 1339 – Guémené-sur-Scorff, 20 novembre 1403) principessa di Navarra e contessina di Longueville e d'Évreux, fu viscontessa consorte di Rohan.

## Origine[1][2][3][4]
Era la figlia settimogenita (quinta femmina) della regina di Navarra, Giovanna II e di suo marito, Filippo, conte di Évreux, Conte d'Angoulême e di Mortain. Bianca era la sorella del re di Navarra Carlo II e della regina consorte di Aragona, Maria moglie del re Pietro IV di Aragona.

## Biografia
Venne data in moglie al visconte, Giovanni I di Rohan (1329-1396), figlio del visconte, Alano VII di Rohan e di Giovanna di Rostrenen. Il matrimonio venne celebrato nell'ottobre del 1373 (secondo altre fonti, nell'ottobre 1377). Giovanna era la seconda moglie di Giovanni I, che, nel 1349, aveva sposato Giovanna di Léon (? - 1372), viscontessa della signoria di Léon, in Bretagna, da cui aveva avuto tre figli.
Rimasta vedova, ne 1396, Giovanna trascorse gli ultimi anni di vita in Bretagna, nel castello di Guémené-sur-Scorff, dove, il 20 novembre 1403, morì.
Giovanna fu tumulata nell'abbazia di Monrepos, vicino a Saint-Gelven.

## Figli[8]
Giovanna diede al marito un figlio:
- Carlo de Rohan (?-1438), signore di Guéméné e Kamenet-Guegant, da cui discese la dinastia dei de Rohan, che furono signori, poi duchi e principi di Guéméné, e de Montbazon,

## Ascendenza
|                        |                       |                        | Genitori                |  |  | Nonni |  |  | Bisnonni               |  |  | Trisnonni           |  |
|                        |                       |                        |                         |  |  |       |  |  | Filippo III di Francia |  |  | Luigi IX di Francia |  |
|                        |                       |                        |                         |  |  |       |  |  | Filippo III di Francia |  |  | Luigi IX di Francia |  |
|                        |                       | Margherita di Provenza |                         |  |  |       |  |  | Filippo III di Francia |  |  |                     |  |
| Luigi d'Évreux         |                       |                        |                         |  |  |       |  |  | Filippo III di Francia |  |  |                     |  |
|                        |                       | Maria di Brabante      | Enrico III di Brabante  |  |  |       |  |  |                        |  |  |                     |  |
|                        |                       | Maria di Brabante      | Enrico III di Brabante  |  |  |       |  |  |                        |  |  |                     |  |
|                        |                       | Maria di Brabante      | Alice di Borgogna       |  |  |       |  |  |                        |  |  |                     |  |
| Filippo III di Navarra |                       | Maria di Brabante      |                         |  |  |       |  |  |                        |  |  |                     |  |
|                        |                       | Filippo d'Artois       | Roberto II d'Artois     |  |  |       |  |  |                        |  |  |                     |  |
|                        |                       | Filippo d'Artois       | Roberto II d'Artois     |  |  |       |  |  |                        |  |  |                     |  |
|                        |                       | Filippo d'Artois       | Amicie de Courtenay     |  |  |       |  |  |                        |  |  |                     |  |
| Margherita d'Artois    |                       | Filippo d'Artois       |                         |  |  |       |  |  |                        |  |  |                     |  |
|                        |                       | Bianca di Bretagna     | Giovanni II di Bretagna |  |  |       |  |  |                        |  |  |                     |  |
|                        |                       | Bianca di Bretagna     | Giovanni II di Bretagna |  |  |       |  |  |                        |  |  |                     |  |
|                        |                       | Bianca di Bretagna     | Beatrice d'Inghilterra  |  |  |       |  |  |                        |  |  |                     |  |
| Giovanna di Navarra    |                       | Bianca di Bretagna     |                         |  |  |       |  |  |                        |  |  |                     |  |
|                        | Filippo IV di Francia | Filippo III di Francia |                         |  |  |       |  |  |                        |  |  |                     |  |
|                        | Filippo IV di Francia | Filippo III di Francia |                         |  |  |       |  |  |                        |  |  |                     |  |
|                        | Filippo IV di Francia | Isabella d'Aragona     |                         |  |  |       |  |  |                        |  |  |                     |  |
| Luigi X di Francia     | Filippo IV di Francia |                        |                         |  |  |       |  |  |                        |  |  |                     |  |
|                        |                       | Giovanna I di Navarra  | Enrico I di Navarra     |  |  |       |  |  |                        |  |  |                     |  |
|                        |                       | Giovanna I di Navarra  | Enrico I di Navarra     |  |  |       |  |  |                        |  |  |                     |  |
|                        |                       | Giovanna I di Navarra  | Bianca d'Artois         |  |  |       |  |  |                        |  |  |                     |  |
| Giovanna II di Navarra |                       | Giovanna I di Navarra  |                         |  |  |       |  |  |                        |  |  |                     |  |
|                        |                       | Roberto II di Borgogna | Ugo IV di Borgogna      |  |  |       |  |  |                        |  |  |                     |  |
|                        |                       | Roberto II di Borgogna | Ugo IV di Borgogna      |  |  |       |  |  |                        |  |  |                     |  |
|                        |                       | Roberto II di Borgogna | Iolanda di Dreux        |  |  |       |  |  |                        |  |  |                     |  |
| Margherita di Borgogna |                       | Roberto II di Borgogna |                         |  |  |       |  |  |                        |  |  |                     |  |
|                        |                       | Agnese di Francia      | Luigi IX di Francia     |  |  |       |  |  |                        |  |  |                     |  |
|                        |                       | Agnese di Francia      | Luigi IX di Francia     |  |  |       |  |  |                        |  |  |                     |  |
|                        |                       | Agnese di Francia      | Margherita di Provenza  |  |  |       |  |  |                        |  |  |                     |  |
|                        |                       | Agnese di Francia      |                         |  |  |       |  |  |                        |  |  |                     |  |